# Ferrari F2003-GA
Chronologie des modèles (2003)
Ferrari F2002 Ferrari F2004
La Ferrari F2003-GA est une monoplace de Formule 1 de l'écurie Ferrari, engagée en course aux mains de Michael Schumacher et Rubens Barrichello durant la saison 2003.

## Historique

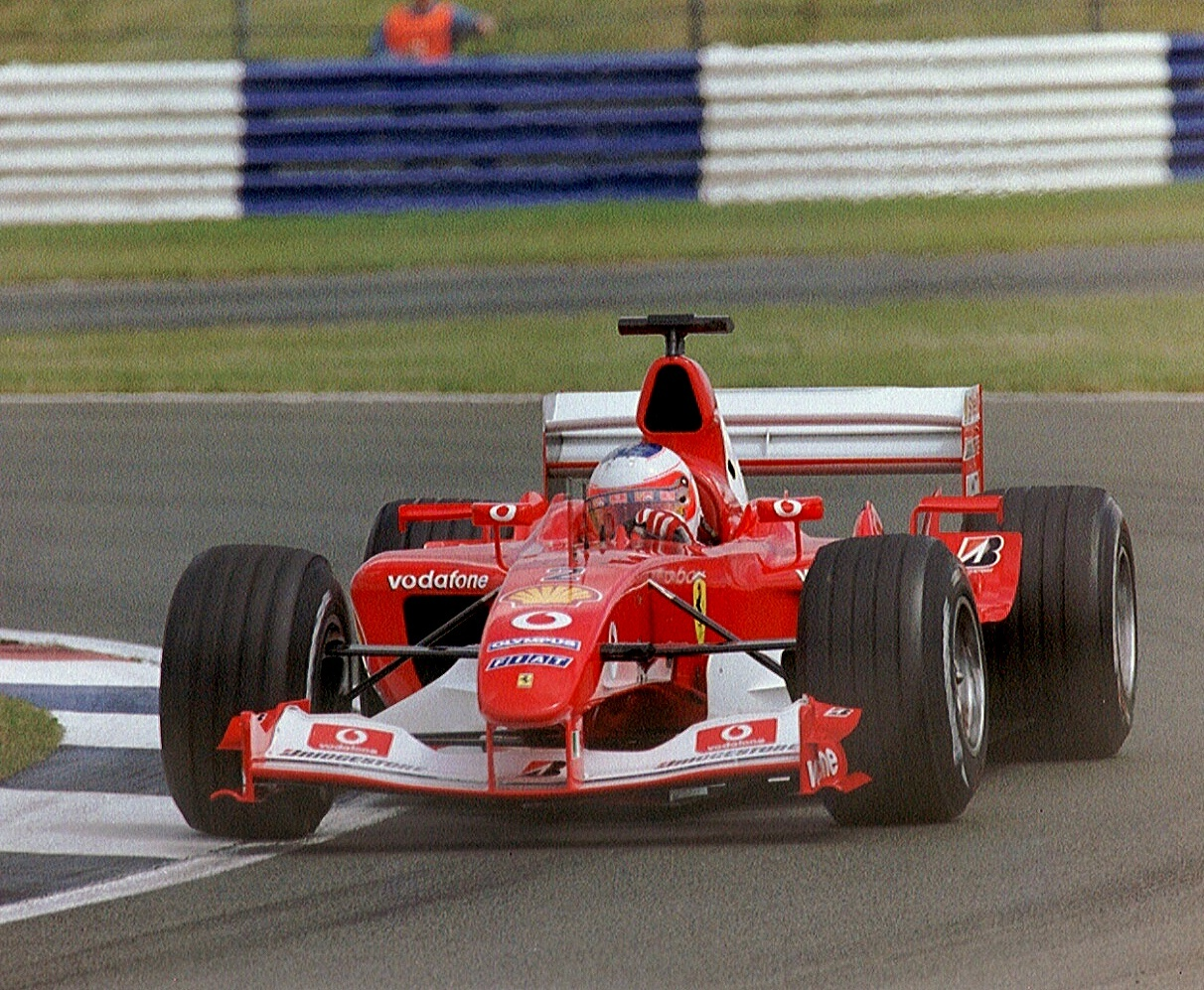
Rubens Barrichello à bord de la Ferrari F2003-GA lors du Grand Prix de Grande-Bretagne 2003.

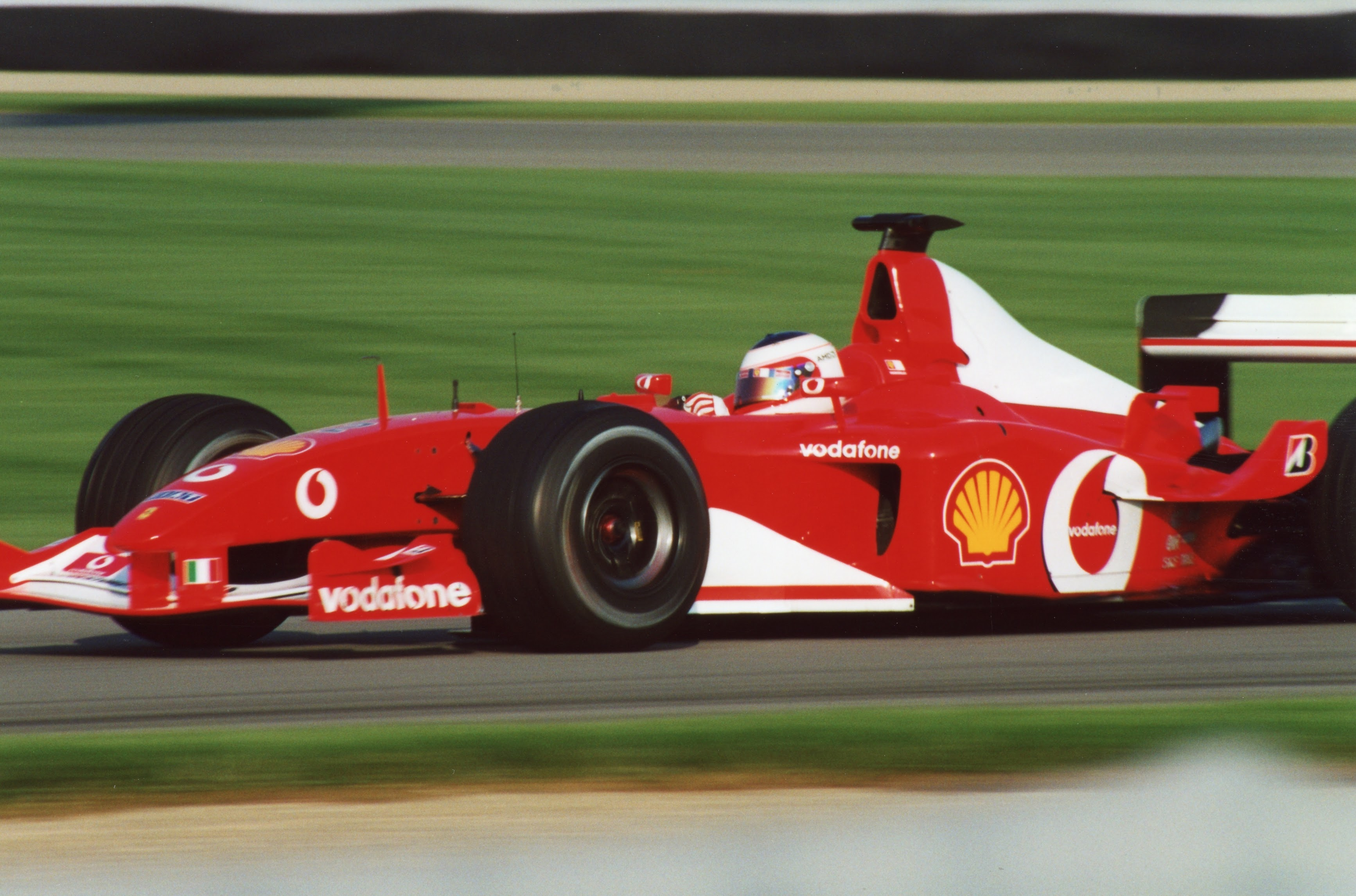
La Ferrari F2003-GA de Rubens Barrichello au Grand Prix des États-Unis 2003.

La saison 2003 marque le début d'une nouvelle ère pour la Formule 1, avec des changements de règlement majeurs : modification du barème de points, pour resserrer les écarts entre le vainqueur et ses poursuivants ainsi que du format des qualifications, qui se déroulent à présent en un seul tour lancé, suivant l'ordre inversé du résultat de la course précédente. Si ces changements redistribuent les cartes, les membres de l'équipe Ferrari n'estiment pas nécessaire de commencer la saison avec leur nouvelle voiture, rapide mais encore peu fiable et ils alignent la F2002 de la saison précédente pour les quatre premières courses tandis que le développement de La F2003-GA, un hommage à Giovanni Agnelli récemment décédé, se poursuit.
Depuis 1996, jamais le début de saison n'a été aussi décevant pour Ferrari. En effet, Barrichello et Schumacher ne marquent que seize points durant les trois premières courses, contre vingt-quatre en 2002, trente-six en 2001, trente-neuf en 2000, vingt-huit en 1999 et vingt-et-un en 1998. Alors que McLaren remporte deux victoires et Jordan Grand Prix une grâce à Giancarlo Fisichella. Dans un contexte difficile, à la suite du décès de sa mère la veille de la course, Michael Schumacher signe l'ultime victoire de la F2002 à Saint Marin, pour son dernier engagement.
La F2003-GA fait son entrée en Espagne et signe dès sa première course la pole position avec Schumacher. Après une course qui voit Fernando Alonso disputer jusqu'au bout la victoire à Schumacher, la F2003-GA s'impose dès sa première course. Schumacher récidive en Autriche, deux semaines plus tard, malgré un incendie durant les ravitaillements. À Monaco, Juan Pablo Montoya s'impose devant Kimi Räikkönen et Schumacher, ce trio dominera la saison. Schumacher prend un avantage dans la course au titre en s'imposant au Canada devant son frère, et ce malgré le niveau de performance affiché par les Williams et leurs Michelin.
L'été est difficile pour Ferrari chaussé en Bridgestone quand les Williams-BMW s'adjugent les Grands Prix d'Europe, de France et d'Allemagne. Seul Rubens Barrichello, au terme d'un Grand Prix d'Angleterre perturbé par l'irruption d'un prêtre sur piste, parvient à monter sur la plus haute marche du podium durant l'été. Fernando Alonso, sur sa Renault, réussit même à prendre un tour à Schumacher en Hongrie. Au championnat du monde, Schumacher a 72 points, Montoya 71 et Räikkönen 70.
Le Grand Prix d'Italie, à Monza est décisif. Montoya, très performant sur les pistes rapides ne réussit pas à décrocher la pole position, face à Schumacher. Après une course rythmée, Schumacher s'impose devant Montoya et Räikkönen finit quatrième : Schumacher possède désormais 82 points, Montoya 79 et Räikkönen 75. Sous des trombes d'eau et alors que Räikkönen part de la pole, Schumacher s'impose encore aux États-Unis alors que Montoya est exclu pour un accrochage aux responsabilités partagées avec Rubens Barrichello. Les deux seuls prétendants à la couronne mondiale sont alors Schumacher (92 points) et Räikkönen (83 points).
Schumacher doit, pour remporter une sixième couronne, marquer au moins un point. Les conditions météorologiques changeantes vont souligner les effets pervers du nouveau système de qualification. Partant dernier, Michael Schumacher signe sous des trombes d'eau le quatorzième temps de la séance quand son rival est huitième, le poleman étant Barrichello, sur l'autre F2003-GA. Il remporte la course, devant les deux McLaren de Kimi Räikkönen et David Coulthard.
Malgré une huitième place finale, Schumacher remporte son sixième titre avec deux points d'avance sur Räikkönen, et Ferrari s'impose avec quatorze points de mieux que Williams.

## Résultats en championnat du monde de Formule 1
| Saison | Écurie                    | Moteur               | Pneus       | Pilotes            | Courses | Courses | Courses | Courses | Courses | Courses | Courses | Courses | Courses | Courses | Courses | Courses | Courses | Courses | Courses | Courses | Points inscrits | Classement |
| Saison | Écurie                    | Moteur               | Pneus       | Pilotes            | 1       | 2       | 3       | 4       | 5       | 6       | 7       | 8       | 9       | 10      | 11      | 12      | 13      | 14      | 15      | 16      | Points inscrits | Classement |
| ------ | ------------------------- | -------------------- | ----------- | ------------------ | ------- | ------- | ------- | ------- | ------- | ------- | ------- | ------- | ------- | ------- | ------- | ------- | ------- | ------- | ------- | ------- | --------------- | ---------- |
| 2003   | Scuderia Ferrari Marlboro | Ferrari V10 Tipo 052 | Bridgestone |                    | AUS     | MAL     | BRÉ     | SMR     | ESP     | AUT     | MON     | CAN     | EUR     | FRA     | GBR     | ALL     | HON     | ITA     | USA     | JAP     | 158*            | Champion   |
| 2003   | Scuderia Ferrari Marlboro | Ferrari V10 Tipo 052 | Bridgestone | Michael Schumacher |         |         |         |         | 1er     | 1er     | 3e      | 1er     | 5e      | 3e      | 4e      | 7e      | 8e      | 1er     | 1er     | 8e      | 158*            | Champion   |
| 2003   | Scuderia Ferrari Marlboro | Ferrari V10 Tipo 052 | Bridgestone | Rubens Barrichello |         |         |         |         | 3e      | 3e      | 8e      | 5e      | 3e      | 7e      | 1er     | Abd     | Abd     | 3e      | Abd     | 1er     | 158*            | Champion   |

Légende : ici 
- * : 32 points marqués avec la Ferrari F2002